# Paula (Lied)
Paula ist ein Lied der deutschen Popsängerin Wilhelmine aus dem Jahr 2023. Das Stück ist die zweite Singleauskopplung aus ihrem zweiten Studioalbum Meere und erlangte auch als Duettversion mit der deutschen Singer-Songwriterin Madeline Juno Bekanntheit.

## Entstehung und Artwork
Das Lied wurde von der Interpretin selbst, zusammen mit den Koautoren Tristan Kühn (Trille) und Daniel Schaub, geschrieben. Letzterer zeichnete zudem auch für die Instrumentierung sowie die Produktion verantwortlich. Für die Instrumentierung spielte er unter anderem den Bass, die Gitarre und den Synthesizer ein. Das Mastering erfolgte durch HP Mastering Hamburg, unter der Leitung von Studiobetreiber Hans-Philipp Graf.
Während Wilhelmine hierbei erstmals mit Kühn zusammengearbeitet hat, war Schaub bereits an der Produktion zweier Titel für Wilhelmines Debütalbum Wind (Oktober 2022) und Graf am Mastering der Single Fluss (Oktober 2021) beteiligt.
Auf dem Frontcover der Single ist – neben Interpretenangabe und Liedtitel – Wilhelmine, die eine weibliche Person umarmt, zu sehen. Die Fotografie entstand beim Dreh zum dazugehörigen Musikvideo und wurde von Jonas Scharf getätigt. Ein alternatives Coverbild zeigt Wilhelmine mit Madeline Juno, die sich umarmen.

## Veröffentlichung und Promotion
Die Erstveröffentlichung von Paula erfolgte als Single am 11. August 2023 bei Warner Music. Diese erschien als digitaler Einzeltrack zum Download und Streaming. Der Vertrieb erfolgte durch Warner Music, verlegt wurde das Lied durch Neubau Music Publishing, Peermusic sowie Sony Music Publishing. Im September 2023 erschien ein akustisches Duett zu Paula, das Wilhelmine mit Madeline Juno aufgenommen hat. Das Duett entstand unter der Produktion von Mya Audrey sowie Wilhelmine selbst und wurde am 8. September 2023 als Einzeltrack-Single zum Download und Streaming veröffentlicht. Am 3. Mai 2024 erschien das Original das Teil von Wilhelmines zweiten Studioalbum Meere (Katalognummer: 5054197991431), dessen zweite Singleauskopplung es ist.
Erstmals angekündigt wurde die Singleveröffentlichung zu Paula von Wilhelmine über ihre sozialen Medien am 3. August 2023, in dem sie einen Teaser dazu präsentierte und diesen mit den Worten „Wer ist für Paula?“ kommentierte. Die Veröffentlichung der Akustikversion kündigte die Sängerin ebenfalls vier Tage vor Erscheinen über die sozialen Medien an. Um das Lied weiter zu bewerben, erfolgte unter anderem ein gemeinsam Liveauftritt von Juno und Wilhelmine in der Late-Night-Show Inas Nacht am 25. Juli 2024.

## Hintergrund
Bei Paula handelt es sich bereits um die zweite Zusammenarbeit zwischen Juno und Wilhelmine. Beide nahmen im vergangenen Jahr eine Akustikversion von Junos Titel Vermisse gar nichts auf, dass am 29. Juli 2022 auf der Deluxeversion von Junos fünften Studioalbum Besser kann ich es nicht erklären veröffentlicht wurde. Das Stück erschien nicht als Single, dennoch erschien am Tag der Albumveröffentlichung ein Video hierzu, was unter der Produktion von Julian Larsson und Felix Zimmer entstand. Begleitet wurden die beiden Sängerin während der Aufnahme von Steven Bashir an der Gitarre und Alexander Knolle (Alex Lys) am Piano.

## Inhalt
| „Oh, Paula. Manchmal glaub’ ich, du kannst zaubern. Warum kannst du das so gut? Ich trau’ dir alles zu. Oh, Paula. Glaube kaum, dass ich das auch kann. Aber ich liebe dein’n Mut. Wär gern bisschen so wie du (Heh).“ – Refrain, Originalauszug | Der Liedtext zu Paula ist in deutscher Sprache verfasst und stammt von der Interpretin selbst sowie Tristan Kühn und Daniel Schaub. Alle Texter waren zugleich für die Komposition zuständig und komponierten die Musik in D-Dur mit 122 Schlägen pro Minute. Musikalisch bewegt sich das Lied in den Bereichen der elektronischen- und Popmusik, stilistisch im Bereich des Elektropops. Inhaltlich handelt es sich bei Paula um ein Dankeschön an Wilhelmines gleichnamige Kindheitsfeundin, mit der sie in der Vergangenheit viel durchgemacht habe. Die Sängerin bedankt sich bei „Paula“ für ihr Sein und Dasein, wünscht sich zudem aber auch in einigen Situation so zu sein wie sie („Aber ich liebe dein’n Mut / Wär gern bisschen so wie du“). Beim Schreiben des Liedes sei Wilhelmine erst bewusst geworden, was für einen Anker sie in mit Paula habe, besonders die Flucht in eine leichtere Welt, die ihr das Zusammensein mit Paula ermögliche. Paula sei nämlich immer dagewesen. Immer dann, wenn Wilhelmines Leben mal wieder im Umbruch gewesen sei. Wenn sich alles um sie herum geändert habe und ihr einfach nur zum Wegrennen zu Mute gewesen sei, habe es eine Konstante gegeben, auf die sie sich habe verlassen können. In den hellen Momenten, aber vor allem in den dunklen. Selbst in denen sei es Paula gelungen, gemeinsam mit Wilhelmine zu lachen. |

Wilhelmine selbst sagte zur Entstehung: „Meine Kindheitsfreundin Paula und mich verbinden so unendlich viel Zeit, Erlebnisse und Erinnerungen. Ich wollte ihr daher ein Lied schreiben. Als ein kleines Geschenk. Ich bin mit einer Sprachnachricht, in der ich ‘oh Paula, manchmal glaube ich du kannst zaubern', gesungen habe, zu meinem Produzenten gegangen und habe ihm Paulas und meine Geschichte erzählt. Ich habe bei der Erzählung selbst gemerkt, was für einen Anker ich mit Paula immer in meinem Leben hatte und wollte dieses Gefühl und die Verbindung in das Lied stecken. Rausgekommen ist ein Freundinnen-Song für Paula, der uns für immer verbinden wird.“
Aufgebaut ist das Lied aus zwei Strophen, einer Bridge, einem Refrain und einem Outro. Es beginnt mit der ersten Strophe, die als Achtzeiler geschrieben wurde. Auf diese folgt zunächst der zweizeilige Prechorus, ehe der eigentliche Refrain mit seinen ebenfalls acht Zeilen einsetzt. Der gleiche Aufbau wiederholt sich mit der zweiten Strophe. Nach dem zweiten Refrain setzt als musikalisches Zwischenspiel die Bridge ein, die aus zwei Zeilen besteht und lediglich zwemal die Abslusszeile der ersten Strope wiederholt. Danach endet das Lied mit dem Outro, das lediglich den ersten Absatz des Refrains wiederholt.

## Musikvideo
Das Musikvideo zu Paula wurde am 24. Juli 2023 in der Berliner Kneipe Kallasch gedreht und feierte seine Premiere am Tag der Singleveröffentlichung auf der Videoplattform YouTube. Es zeigt einen Überraschungstag, an dem Wilhelmine ihre Freundin Paula überrascht. Vor dem eigentlichen Musikvideo sind Outtakes zu sehen, die Ausschnitten des Tagesverlaufs zeigen. Das eigentliche Video beginnt in der Kneipe, in dem Wilhelmine mit einem Mikrofon vor Paula steht, die mit verbundenen Augen vor Wilhelmine auf einem Stuhl Platz genommen hat. Paula nimmt schließlich die Augenbinde ab, zeigt sich sichtlich überrascht, während Wilhelmine beginnt, das Lied zu singen. Das Video endet mit den beiden, die sich umarmen. Die Gesamtlänge des Videos beträgt 4:02 Minuten. Regie führte der Berliner Filmemacher Vinsley.

## Mitwirkende
| Liedproduktion - Mya Audrey: Musikproduktion (Akustikversion) - Hans-Philipp Graf: Mastering - Madeline Juno: Gesang (Akustikversion) - Tristan Kühn: Komposition, Liedtext - Daniel Schaub: Bass, Gitarre, Komposition, Liedtext, Musikproduktion, Synthesizer - Wilhelmine Schneider: Gesang, Komposition, Liedtext, Musikproduktion (Akustikversion) Visualisierung (Cover) - Jonas Scharf: Fotografie Unternehmen - HP Mastering Hamburg: Tonstudio - Neubau Music Publishing: Verlag - Peermusic: Verlag - Sony Music Publishing: Verlag - Warner Music Group: Musiklabel, Vertrieb | Musikvideo - Anh Dinh: Styling - Nico Engler: Schnittassistenz - Artem Funk: Sound - Ellen Grabandt: Haare, Schminke - Lars Goldbach: Kamera - Kurt Ipekkaya: Farbkorrektur, Schnitt - Ali Kanaan: Produktionsassistenz - Kilian Lamothe: Kreativproduktion - Paul Maudanz: Filmproduktion - Ludwig Schulz: Beleuchtung - Noa Seh: 2. Kameraoperation - Vinsley: Regie - Joscha Zabel: 1. Kameraoperation |

## Rezensionen
Eric Meyer von Plattentests.de vergab sechs von zehn Punkten für das Album Meere. Er beschrieb Paula als feinen Elektro-Popper, in dem sich Wilhelmine auf die schönste Art und Weise bei ihrer besten Freundin, einfach fürs Sein und Dasein bedankt. Trotz Gefühlsduselei und teils bis aufs Äußerste zelebrierter Zartheit schaffe sie es dabei immer wieder, eine durchaus spannende Atmosphäre zu erzeugen. Darüber hinaus hob der Rezensent das Lied als einen von drei Highlights des Album hervor.
Der DeutschMusikBlog charakterisierte Paula als emotionales Lied über Freundschaft, mit dem man sich bei wichtigen Menschen dafür bedanken könne, dass sie einem in schwierigen Zeiten zur Seite standen.
Die Redaktion von Queer.de betitelte Paula als bewegende Hymne und kürte es zum „Video des Tages“. Die Familie, die unserem Herzen ganz nah sei, hätten sich gerade queere Menschen oft selbst ausgesucht. So gehe es auch Wilhelmine – und zwar mit ihrer Kindheitsfreundin Paula. Diese Leichtigkeit, die in Wilhelmines Leben Einzug gehalten habe, habe bereits in ihrer vorangegangenen Single Nie wieder wegrennen durchgeschimmert. Auch in Paula begegne sie uns wieder: „Zu poppig-leichten Beats singt die queere Künstlerin mit einer Stimme, die bei aller Klarheit eine liebevolle, umarmende Wärme durch den ganzen Song trägt.“ Denn über zwei Oktaven und 4/4-Takten wolle sie ihrer Freundin mit diesem Lied nun etwas zurückgeben.